# Sybra albosuturalis
Sybra albosuturalis là một loài bọ cánh cứng trong họ Cerambycidae.